# Trpaslíci (kniha)
Trpaslíci je název série románů (cyklu románů) německého spisovatele Markuse Heitze. Trpaslíci je název prvního dílu série, následuje Válka Trpaslíků, Pomsta trpaslíků a Osud trpaslíků. Poslední díl vyšel 27. února 2008 v Německu, v České republice vyšel v roce 2009. V Německu vydává Trpaslíky Piper-Verlag, v České republice nakladatelství Fantom Print.
Děj série se odehrává ve Skryté zemi, která je ohrožována stvůrami ze Země za horami. Hlavní postavou je trpaslík Tungdil Zlatoruký, který se se svými přáteli staví proti nebezpečí.

## Tungdil Zlatoruký
Tungdil Zlatoruký je hlavní hrdina fantasy knihy. Je z kmene Třetích, ale aktuálně žije v Lot-Ionanově štole se svou manželkou Balyndis. Je majitel Ohnivé čepele. Byl vůdcem výpravy pro její výrobu a zabil jí Nôd’onna. Poté se stal vůdcem trpaslíků, kteří se vypravili do bývalé říše Pátých, aby ji obnovili. Potom si ale na jeho vlastní radu zvolili jiného trpaslíka za krále a on odešel, navíc jeho přítelkyni Balyndis si podle klanových pravidel vzal právě nově zvolený král. Tungdil dále vedl diplomacii se Svobodnými a pobýval u nich, zamiloval tam se do chirurgy Myr. Aktivně se zapojil do bitvy se samozvanými Božskými avatary. Poté se k němu vrátila Balyndis, protože její muž ji díky Tungdilově prosbě propustil. Poté, co ve třetím díle trilogie Die Zwerge, mizí v útrobách neznámé kobky spolu s ostatními příšerami, které z ní vylezli Tungdil se ztráci a mnoho čtenářů si myslí, že dílo skončilo, jenže Markus Heitz vydává v roce 2009 čtvrtý díl trpaslíků.
Ve čtvrtém díle se Tungdil po dvou stech cyklech strávených v Černé soutěsce vrací, jenomže vznikají rozepře o to, zda je to opravdu ztracený hrdina nebo podvodník, který se za Tungdila vydává. Tungdil znovu nastolí ve Skryté zemi mír a spolu se spojenými armádami zaútočí a definitivně zničí Černou soutěsku. Když však vyjde z útrob, je zabit jedním z pochybovačů.
Jeho mrtvola je zpopelněna, popel z jeho těla rozsypán do schránek, které jsou rozeslány do trpasličích říší, aby navždy připomínaly jeho slavné činy. Každá říše trpaslíků tak dostala kousek svého největšího hrdiny, jenž několikrát zachránil svou vlast před absolutní zkázou.

## Trpaslíci
V Prvním díle Trpaslíci (2005) je Skrytá země ohrožena vpádem Mrtvé země a její obyvatelé se ji marně snaží zastavit. Trpaslík Tungdil proto se svými přáteli vykoval Ohnivou čepel, kterou zabili vůdce Mrtvé země.

### Děj
Příběh nás uvádí jedno tisíciletí kupředu od pádu Kamenné brány.
Náčelníci trpasličích kmenů se sjíždí na shromáždění, jelikož Gandrabur, nynější Velkokrál stárne a má se zvolit jeho nástupce. Na trůn má nastoupit trpaslík kmene Čtvrtých a jediný uchazeč je Gandogar. Ten má však zastřenou mysl a nechává se unášet radami svého rádce Bislipura. Požaduje, aby vyhlásili válku elfům a ukazuje spisy, podle kterých měli být zrádci u Kamenné brány právě elfové. Gandrabur však spisy rezolutně odmítne s tím, že spisy jsou podvrh a hlásá, že se musí s elfy uzavřít mír a společně vyhnat zlé elfy i skřety. Jediným způsobem, jak zabránit válce, je překazit Gandogarovi nástup na trůn. Velkokrál nalezne dopis od svého přítele, maguse Lot Ionana, který pečuje o ztraceného trpaslíka Tungdila. Náčelníkům poté řekne, že existuje ještě jeden uchazeč o trůn a je právě na cestě k nim.
Lot Ionan dostává dopis a proto pod záminkou Tungdilovi předá jisté předměty, které má doručit jeho bývalému žákovi Gorénovi. Tungdil se vydá na cestu, po spletité cestě však nachází Gorénovo sídlo plné nemrtvých. Před smrtí ho zachrání trpasličí bratři Boïndil a Boëndal, které mu Velkokrál poslal naproti. Do rukou se mu zde také dostanou dvě vzácné knihy.
Mezitím je do Poristy, hlavního města jedné z kouzelných říší, svolán sněm všech magusů, kteří chtějí vyřešit neustálý postup Mrtvé země. V okamžiku, kdy však spojí všechnu svojí magickou energii do krystalů, tak se jeden z magusů, Nudin Vědychtivý, zmocní mocného krystalu a zabije ostatní maguse. Lot Ionan je proměněn v sochu, ostatní jsou rozprášeni. Jediné Andokai Bouřlivé se podaří uniknout. Nudin si začne říkat Nod’onn.
Trpaslíci tedy chtějí Tungdila dovést na sněm. Cestou narazí na skřety v čele s Nod’onnem, kterému useknou hlavu, ta se mu však vrátí zpět na krk a Nod’onn je překvapivě stále živý. Nakonec se jim podaří utéct a potkají Andokai Bouřlivou s jejím obrovitým strážcem Djerůnem. V této skupině dorazí do říše trpaslíku. Gandrabur Tungdilovi vysvětlí, jak se věci mají. Ten je zaskočen, ale souhlasí s jejich hrou a předstírá, že patři do kmene Druhých, přestože o svém původu nic neví. Vypraví Velkokráli i Andokai o Nod’onnovi a nebezpečí Mrtvé země. Andokai z Tungdilových knih, zjistí, že jediný způsob jak Nod’onna zabít, je vykovat Ohnivou čepel, na niž jsou však zapotřebí nejrůznější přísady (nejčistší ocel, kámen, diamanty, ušlechtilé kovy a sigurdáciové dřevo). Čepel má být vykována v Dračí výhni, která je pouze u kmene Pátých. Tento kmen byl však po pádu Kamenné brány vyhuben a dnes jsou zdejší hory osídleny skřety.
Jak je zvykem, o nástupci rozhodne soutěž. Ta však skonči nerozhodně a tak každý kandidát na lísteček napíše poslední disciplínu a proběhne losování. Je vytažen Tungdilův lístek, na kterém stojí, že Velkokrálem se stane ten, kdo vyková Ohnivou čepel a pustí se s ní do boje proti Nod'onnovi.
Jsou tedy sestaveny dvě skupiny, jež vyrážejí na výpravu. Tungdil putuje s oběma bratry a také s Bavragorem Perlíkem a Goïmgarem Třpytovousem. Cestou se k nim přidají herci Furgas, Narmora a Rodario, s nimiž zažijí mnoho nebezpečí ale i radosti. Dorazí do říše Prvních, kde k sobě přiberou zručnou kovářku Balyndis. Pak se vydají do říše Pátých. Přes velké problémy a smrt několika členů skupiny se nakonec podaří vykovat Ohnivou čepel. Také se k nim přidá osamocený Gandogar, jehož skupina již byla vyhubena. Avšak zjistí, že Ohnivá Čepel funguje jen v případě, že je v rukou nepřítele trpaslíků.
Mezitím se už ale rozpoutala bitva U Černého skaliska, která určí osud Skryté země. Tungdil zde svede nejdříve souboj s Gandogarovým rádcem Bislipurem, z něhož se vyklube zrádce a příslušník třetího kmene. Poté se dostane až k samotnému Nod’onnovi, kterého zasáhne sekerou. Nod’onn umírá a Tungdil také zabíjí duši Mrtvé země, která se ho zmocnila. Skrytá země je zachráněna, Tungdil je však zklamán, protože to znamená, že pochází z kmene Třetích. Propuká slává, vyhlašuje se sjednocení kmenů i mír mezi elfy a trpaslíky. V poslední scéně sedí Tungdil na kopci s Balyndis a tito dva trpaslíci si navzájem vyznají lásku, přičemž sledují komety padající do Země za horami.

## Válka Trpaslíků
V druhém díle Válka Trpaslíků (2006) ještě pokračují se zabíjením posledních skřetů a do Skryté země vtrhávají mocné bytosti, takzvaní avataři kteří se zrodili z deseti úlomků Tiona avškak později zjistí, že jich bylo jedenáct a tak se jedenáctý vrací ke svým bratrúm, kteří se snaží očistit zemi od zla. Ničí přitom však i mnoho dobrého, takže jsou obyvatelé Skryté země nuceni se proti nim postavit. Po zabití prvního se však ukáže, že to nejsou praví avataři, ale mocní mágové. Pomocí magie a amuletů se za avatary vydávali. Našim hrdinům to dodá odvahu a sebejistotu, že tuhle válku vyhrají. Avatary se povedlo zničit, nicméně jeden z nich, elfský eoîl, všechny zlé bytosti ve Skryté zemi zničil a energii z nich shromáždil do diamantu. V tomto díle umírá jedna z hlavních postav Boendal, což pak vysvětluje změnu chování některých postav v díle třetím a čtvrtém.
Děj mírně navazuje na předchozí Válku trpaslíků – jde tu hlavně o diamant, Kámen zkoušky, který použil eoîl na očištění Skryté země. Kameny se však snaží ukrást tři skupiny – Nesmrtelní (alfové), kteří přežili Kámen zkoušky a s jeho pomocí chtějí znovu získat moc. Na jejich stranu se přidali někteří Třetí a Furgas, kteří využívají ponorného ostrova ve Weyurnu s přístupem k magii a vyrobili strojovité stvůry z bastardů Nesmrtelné. Dále se kámen snaží získat elfové, kteří chtějí s jeho pomocí dokončit očistu a dokončit, co eoîl začal. A hlásí se o něj i jeho právoplatní majitelé, podskalané a ubariové ze Země za horami. Kámen, říkají mu Hvězda hor, tam chránil vstup do Černé soutěsky, ze které dříve vylézalo strašné zlo. Potřebovali diamant vrátit zpátky, protože jim ho eoîl ukradl.
Vládcům Skryté země trvalo dlouho, než zjistili, koho mají podporovat. Jen ve zkratce: Podařilo se oživit Lot-Ionana, dobýt ponorný ostrov a zničit ty stroje. Byla zabita nesmrtelná, ale Nesmrtelný prchal Furgasovým tunelem do Země za horami, ale i tam ho Tungdil s přáteli dostihnul. Trpaslíci po odhalení „atár“ (tedy těch z elfů, kteří podporovali eoîlovo učení a byla jich většina) se vydali do Âlanduru a vyvraždili většinu elfů. Ubariové a podskalané pak dostali diamant a vyrazili do Země za horami. Za pomoci Godiných magických schopností (žačka Boïndila) se podařilo při velké bitvě zasadit kámen do artefaktu v Černé soutěsce a uzavřít zlo, ale Tungdil tam zůstal.
A do Skryté země se dostal drak...

## Pomsta Trpaslíků
Ve třetím díle Pomsta trpaslíků (2006) se děj rozšiřuje i na Zemi za horami,kde žijí ubariu tkazvani skřeti, kteří netouží zabíjet lidi, ale mnohem mocnější stvůry k nim se přidali lidé a vstupují sem nový druh trpaslíků podskalani, jejíž obyvatelé mají zájem o eoîlův diamant (ten jim ho dříve ukradnul), který potřebují na zastavení nestvůr v jejich domovině, zároveň však mají o kámen zájem i přeživší Nesmrtelní, bývalí vůdcové alfů a elfové uctívající eoîla. Nakonec se podařilo všechna tato nebezpečí zažehnat a kámen byl vrácen do Země za horami. Tungdil však zůstal za magickou bariérou proti stvůrám...

## Osud Trpaslíků
Trpaslíci naposledy táhnou do boje o osud svého národa: od úporných bojů v Černé soutěsce je však pohřešován Tungdil Zlatoruký. Draci, mágové a krutí alfové pronikají neustále hlouběji do Skryté země a zmocňují se vlády nad stále většími částmi říše. Trpaslíci bojují o holé přežití, sami však cítí, že jim nezbývá moc naděje. Potom ovšem dojde k nevysvětlitelné události: ze soutěsky se vrací válečník z rodu trpaslíků, následovaný armádou hrůzných příšer. Říká si Tungdil a Pruďas i jeho společníci ho s nadšením vítají. Brzy se však dostaví pochybnosti – je to skutečně Tungdil nebo se nově příchozí válečník drží pouze vlastního neblahého plánu? Začíná největší dobrodružství národa trpaslíků.